# Krupina
Krupina (în germană Karpfen, în maghiară Korpona) este un oraș din Slovacia. Localitatea se află la altitudinea de 271 m deasupra n.m., se întinde pe o suprafață de 88,67 km2 și în 2017 număra 7890 de locuitori.

## Istoric
Localitatea Krupina este atestată documentar din 1135.

## Demografie
| An:                | 1994 | 2004   | 2014   | 2024   |
| ------------------ | ---- | ------ | ------ | ------ |
| Număr de persoane: | 8060 | 7857   | 8010   | 7524   |
| Diferență:         |      | −2,51% | +1,94% | −6,06% |

| An:                | 2023 | 2024   |
| ------------------ | ---- | ------ |
| Număr de persoane: | 7510 | 7524   |
| Diferență:         |      | +0,18% |

## Personalități născute aici
- Elena Maróthy-Šoltésová (1855 - 1939), scriitoare.